# Debreczeni Sixtus
Debreczeni Sixtus, névváltozat: Debreczeni Imre Sixtus, Debreceni Sixtus Imre OCist (Székesfehérvár, 1917. október 10. – Eger, 1954. február 21.) ciszterci szerzetes, tanár, cserkész, vértanú.

## Életútja
Debreceni István és Marschall Mária fiaként született. A székesfehérvári ciszterci gimnáziumban tanult, ahol belépett a cserkészcsapatba, Kaszap Istvánnal egy őrsben volt. 1935. augusztus 29-én Zircen lépett be a rendbe, 1936. augusztus 30-án előbb egyszerű, majd 1942. január 3-án  ünnepélyes szerzetesi fogadalmat tett.
Czapik Gyula, akkor veszprémi püspök, szentelte pappá Zircen 1942. június 21-én, ikertestvérével, Debreczeni Gyula lazarista szerzetessel. A Pázmány Péter Tudományegyetemen szerezte meg magyar-francia-olasz szakon a középiskolai tanári oklevelét, doktorált. Disszertációjának címe: Giovanni Papini a költő-filozófus. A francia nyelvet a Sorbonne-on, az olaszt pedig a Bolognai Egyetemen tanulta. 
1942–43-ban Budapesten működött mint gyakorló tanár. 1943-tól Előszálláson volt káplán, majd 1945-től plébános. Nagykarácsonyszálláson 1947. szeptember 7-én Ballagó László kántortanító fölfüggesztése miatt a pártját fogó hívek a vasárnapi misét követően a templomajtóban megverték, megrugdosták Debreceni Sixtust. 1948-ban Egerben a ciszterci Szent Bernát templom plébánosa lett, közben 1948 és 1950 között a rendház gondnoka is volt, illetve 1951-ig az érseki kisszemináriumban is tanított. 
A plébánián megszervezte a templomi hitoktatást, az énekkart, valamint előadássorozatot is indított. Ciszterci Oblációban a fiatalokat és felnőtteket fogta össze. 1948–tól 1951-ig segítette a nélkülözőket, az öregeket és az elesetteket, majd 1951 novemberében „kereten kívüli” lett, vagyis papi hivatásának gyakorlásától eltiltották. Rendőri felügyelet alá került, s napszámosként dolgozott. Két alkalommal is megpróbálták elgázolni. 
1954. február 21-én vasárnap a járda szélén tolta kerékpárját, amikor egy nagy sebességgel közlekedő személyautó elütötte és mintegy 20 méterrel arrább egy református lelkészt is halálra gázolt. A harmadik gázolási kísérlet következtében súlyos sérülést, agyroncsolást szenvedett és a helyszínen életét vesztette. A bíróság felmentette a kettős gázoló gépkocsivezetőt. A rendőrség nem engedélyezte, hogy az egri temetőben helyezzék nyugalomra, ezért titokban, hirtelen szállították a székesfehérvári a köztemetőbe. Később kihantolták, és a székesfehérvári ciszterci templom kriptájába temették el.